# Trash the dress
Trash the Dress Fotózás az esküvőfotózás speciális, kreatív ága, mely Amerikából származik. Lényege, hogy esküvői ruhában (optimális esetben mind a menyasszonyról, mind a vőlegényről) olyan képek készülnek, melyek teljesen ellentétben állnak ruhák eleganciájával. Erre a fotózásra eredetileg az esküvő után került sor, amikor már nem számított, ha kárt tesznek a ruhában. A Trash the Dress fotózás másik lényeges eleme ugyanis az, hogy a ruhát összekoszolják, vízbe merítsék, szétszaggassák.
Egyes források szerint az első vízbe rohanó menyasszony Meg Cummings volt, a Magyarországon is futott Sunset Beach szappanopera-sorozat sztárja volt, aki 1998 októberében óceánba futott menyasszonyi ruhástul, miután esküvőjét félbe szakították.
Az első hivatalos esküvői képeket valódi párról John Michael Cooper, az altF.com fotográfusa készítette Las Vegas-ban 2001-ben. Tőle származnak a későbbi legismertebb nemzetközi TTD képek (az égő menyasszonyi ruhával és a vízben lebegő menyasszonnyal).
A képek stílusát tekintve a fashion és glamour fotókhoz állnak a legközelebb, bár a meghökkentő kontraszt, mely minden egyes fotón kötelező jelleggel megtalálható, már-már különálló műfajt teremt.
Magyarországon egyes források szerint Fekete Csaba, a Nászriporter fotográfusa volt az első aki ilyen képeket készített, mindjárt két modellel. Őket követte két esküvőszervező, Rátkai Tímea és Varga-Kovács Tímea, akik 2008-as esküvőjük után fotósuk segítségével elkészítették saját TTD képeiket. Utóbbi nevéhez fűződik Magyarország Trash the Dress videója, meyet természetesen a fotózás alkalmával rögzítettek.
2009 áprilisában pedig sor került az addig ismert legnagyobb Trash the Dress Fotózására Magyarországon Varga-Kovács Tímea szervezésében, melyen 13 menyasszony és 1 vőlegény vett részt alanyként.
A 2009-es esküvő szezontól kezdődően pedig egyre több fotós vállal Trash the Dress fotózást, és a menyasszonyok részéről is egyre inkább nő az igény a kreatív képek iránt.